# Stary Luboń
Stary Luboń (niem. Luban, 1939–1943 Lobau) – północno-wschodnia część Lubonia, obejmująca dziś jedynie fragment dawnego obszaru wiejskiego Luboni. Zachodnia część obecnych granic Starego Lubonia pokrywa się ze wschodnimi krańcami historycznego Żabikowa, natomiast znaczny obszar po północnej stronie autostrady (Dębiec) jest dziś własnością Poznania.
Stary Luboń to jedna z trzech (obok Żabikowa i Lasku) dzielnic miasta, nieposiadająca - podobnie jak dwie pozostałe - odrębności administracyjnej, która przywoływana jest jedynie do celów statystycznych, a także żyje w świadomości mieszkańców.
W latach 1314–1793, 1919–1939 i 1946–1954 wieś Luboń administracyjnie należała do województwa poznańskiego, kolejno:
I Rzeczypospolitej, II Rzeczypospolitej oraz Polskiej Rzeczypospolitej Ludowej. 13 listopada 1954 roku, decyzją Prezesa Rady Ministrów o nadaniu wybranym gromadom praw miejskich, wraz z Żabikowem i Laskiem (gromada Luboń) wieś Luboń weszła w skład nowo powstałego miasta o tej samej nazwie.

Jak donosi Słownik geograficzny Królestwa Polskiego: 

pod wsią wykopano kości mamutowe i ząb

## Obiekty i miejsca
- budynek dworca kolejowego
- Nowe Centrum Lubonia (w budowie)
- stadion miejski
- kościół św. Jana Bosko
- zakłady WPPZ (w rozbiórce)
- Spółdzielnia Mieszkaniowa "Spójnia" w Luboniu[7] (zabytkowe dawne budynki mieszkalne zakładów WPPZ)
- Factory Outlet Centre
- tunel autostrady A2
- zajezdnia autobusowa Translubu Luboń
- budynek, w którym mieściła się Wyższa Szkoła Rolnicza im. Haliny